# Lapche Kang III
Der Lapche Kang III (auch Lapche Kang III Ost) ist ein vergletscherter Berg im Himalaya im Autonomen Gebiet Tibet.
Der Lapche Kang III ist mit einer Höhe von 7250 m der zweithöchste Berg im Lapche Himal. Er befindet sich im Kreis Tingri. Der Lapche Kang I (7367 m) erhebt sich 3,27 km weiter westlich. Der Lapche Kang III besitzt noch einen 7020 m hohen Nebengipfel, den 1,11 km nordwestlich gelegenen Lapche Kang III West. Vom Lapche Kang III strömt ein 10 km langer Gletscher in nördlicher Richtung und mündet in einen Hochgebirgssee.
Der Lapche Kang III ist einer der höchsten unbestiegenen Berge.